# 임실 박씨
임실 박씨(任實朴氏)는 전북특별자치도 임실군을 본관으로 하는 한국의 성씨이다.

## 참고 자료
- “임실박씨(任實朴氏)”. 뿌리를 찾아서.[깨진 링크(과거 내용 찾기)]